# 郭翊
郭翊，字藎卿，號大風，山東省濟南府歷城縣（今濟南市历城区）人，清朝政治人物。
光緒六年（1880年），参加庚辰科殿試，登進士二甲第59名。同年五月，著分部學習。官刑部主事，工書善畫。